# Premio Hiperión
El Premio Hiperión de Poesía es concedido anualmente por Ediciones Hiperión a un poemario inédito en lengua castellana, escrito por un autor menor de 35 años. 

## Historia
Instaurado en 1986, en la actualidad es, junto con el Premio Adonáis y el Premio El Ojo Crítico de RNE uno de los premios literarios más prestigiosos en el campo de la poesía joven en lengua española. Entre sus ganadores se encuentran algunos de los poetas españoles más relevantes del último cuarto de siglo.
Pueden otorgarse accésit, declararse finalistas o ganadores a dos poemarios (ex æquo) o quedar desierto. Las bases se publican en septiembre, y se falla a mediados de marzo del año siguiente a cada convocatoria. El premio consiste en la publicación de la obra, sin remuneración económica.

## Jurado
El jurado ha variado en diversas ocasiones y en él han estado presentes autores como Ramón Buenaventura, Clara Janés, Enrique Lihn, Julio Llamazares, Luis García Montero, Almudena Guzmán, Jesús Munárriz, Francisco Castaño, Carlos Piera, Ana Rossetti, Jenaro Talens, Benjamín Prado, Raquel Lanseros, Ariadna G. García y Ben Clark.

## Lista de autores y libros premiados
| Año  | Ganador/a                                                                | Obra                                                           | Detalles                                                                                      |
| ---- | ------------------------------------------------------------------------ | -------------------------------------------------------------- | --------------------------------------------------------------------------------------------- |
| 1986 | Luisa Castro Almudena Guzmán (Accésit)                                   | Los versos del eunuco Usted                                    | 76 páginas, ISBN 84-7517-178-8 76 páginas, ISBN 84-7517-177-X                                 |
| 1987 | Miguel Casado Jorge Riechmann (Accésit)                                  | Inventario Cántico de la erosión                               | 62 páginas, ISBN 84-7517-208-3 86 páginas, ISBN 84-7517-210-5                                 |
| 1988 | Miguel Suárez Inmaculada Mengíbar (Accésit)                              | La perseverancia del desaparecido Los días laborables          | 62 páginas, ISBN 84-7517-239-3 58 páginas, ISBN 84-7517-240-7                                 |
| 1989 | Álvaro García Alfonso Sánchez Ferrajón (Accésit)                         | La noche junto al álbum El libro de los presentimientos        | 64 páginas, ISBN 84-7517-269-5 78 páginas, ISBN 84-7517-270-9                                 |
| 1990 | Francisco Javier Ávila Jesús Aguado (Ex æquo)                            | Aquel mar de esta orilla Los amores imposibles                 | 140 páginas, ISBN 84-7517-302-0 62 páginas, ISBN 84-7517-301-2                                |
| 1991 | Juan Manuel Muñoz Aguirre Luis Muñoz (Accésit)                           | Adiós, dijo el duende Septiembre                               | 62 páginas, ISBN 84-7517-333-0 78 páginas, ISBN 84-7517-334-9                                 |
| 1992 | José María Micó                                                          | La espera                                                      | 62 páginas, ISBN 84-7517-364-0                                                                |
| 1993 | Carlos Briones Llorente                                                  | De donde estás ausente                                         | 72 páginas, ISBN 84-7517-395-0                                                                |
| 1994 | Alejandro Céspedes Ada Salas (Accésit)                                   | Las palomas mensajeras sólo saben volver Variaciones en blanco | 66 páginas, ISBN 84-7517-411-6 78 páginas, ISBN 84-7517-412-4                                 |
| 1995 | Benjamín Prado - Antonio Méndez Rubio (Accésit) - Carlos Pardo (Accésit) | Cobijo contra la tormenta El fin del mundo El invernadero      | 54 páginas, ISBN 84-7517-441-8 70 páginas, ISBN 84-7517-442-6 70 páginas, ISBN 84-7517-443-4) |
| 1996 | Desierto                                                                 |                                                                |                                                                                               |
| 1997 | Fermín Herrero Carlos Martínez Aguirre (Accésit)                         | Echarse al monteLa camarera del cine Doré y otros poemas       | 70 páginas, ISBN 84-7517-522-8 70 páginas, ISBN 84-7517-523-6                                 |
| 1998 | Laura Campmany                                                           | Travesía del olvido                                            | 70 páginas, ISBN 84-7517-595-3                                                                |
| 1999 | Carmen Jodra Davó                                                        | Las moras agraces                                              | 80 páginas, ISBN 84-7517-624-0                                                                |
| 2000 | Esther Giménez Luis Melgarejo (Ex æquo)                                  | Mar de Pafos Libro del cepo                                    | 80 páginas, ISBN 84-7517-660-7 80 páginas, ISBN 84-7517-661-5                                 |
| 2001 | Ariadna G. García Rafael Espejo (Ex æquo)                                | Napalm: cortometraje poético El vino de los amantes            | 70 páginas, ISBN 84-7517-698-4 64 páginas, ISBN 84-7517-699-2                                 |
| 2002 | Andrés Neuman                                                            | El tobogán                                                     | 72 páginas, ISBN 84-7517-727-1                                                                |
| 2003 | Javier Cánaves                                                           | Al fin has conseguido que odie el blues                        | 88 páginas, ISBN 84-7517-762-X                                                                |
| 2004 | Jorge Fernández Gonzalo Miriam Reyes (Accésit)                           | Una hoja de almendro Bella durmiente                           | 80 páginas, ISBN 84-7517-800-6 72 páginas, ISBN 84-7517-801-4                                 |
| 2005 | Ana Isabel Conejo Jorge Ortega (Accésit)                                 | Atlas Estado del tiempo                                        | 64 páginas, ISBN 84-7517-834-0 80 páginas, ISBN 84-7517-833-2                                 |
| 2006 | Ben Clark David Leo García (Ex æquo)                                     | Los hijos de los hijos de la ira Urbi et orbi                  | 64 páginas, ISBN 84-7517-875-8 80 páginas, ISBN 84-7517-874-X                                 |
| 2007 | Luis Bagué Quílez Álvaro Tato (Ex æquo)                                  | Un jardín olvidado Cara máscara                                |                                                                                               |
| 2008 | José Daniel García                                                       | Coma                                                           |                                                                                               |
| 2009 | Francisco José Martínez Morán                                            | Tras la puerta tapiada                                         |                                                                                               |
| 2010 | David Hernández Sevillano                                                | El peso que nos une                                            |                                                                                               |
| 2011 | Miguel Salas Díaz                                                        | Las almas nómadas                                              |                                                                                               |
| 2012 | Desierto                                                                 |                                                                |                                                                                               |
| 2013 | José Manuel Díez                                                         | Baile de máscaras                                              |                                                                                               |
| 2014 | Paula Bozalongo Cornejo                                                  | Diciembre y nos besamos                                        |                                                                                               |
| 2015 | Diego Álvarez Miguel                                                     | Hidratante Olivia                                              |                                                                                               |
| 2016 | Jesús Montiel                                                            | Memoria del pájaro                                             |                                                                                               |
| 2017 | Ángelo Néstore                                                           | Actos impuros                                                  |                                                                                               |
| 2018 | Jorge Villalobos                                                         | El desgarro                                                    |                                                                                               |
| 2019 | Maribel Andrés Llamero Carlos Catena Cózar (Ex æquo)                     | Autobús de Fermoselle Los días hábiles                         |                                                                                               |
| 2020 | Rocío Acebal Doval                                                       | Hijos de la bonanza                                            |                                                                                               |
| 2021 | Begoña M. Rueda                                                          | Servicio de lavandería                                         |                                                                                               |
| 2022 | Omar Fonollosa                                                           | Los niños no ven féretros                                      |                                                                                               |
| 2023 | William Alexander González Guevara                                       | Inmigrantes de segunda                                         |                                                                                               |
| 2024 | Lorenzo Roal                                                             | Oro en las grietas                                             |                                                                                               |
| 2025 | Nicolás Mateos Frühbeck                                                  | Tránsil                                                        |                                                                                               |

- Página de la editorial Hiperión
- Página del Premio Hiperión

- Datos: Q6084487